# Боровая (Изюмский район)
Борова́я (укр. Борова) — посёлок в Изюмском районе Харьковской области Украины, административный центр Боровского поселкового совета, в который также входят сёла Бо́йни, Новоплато́новка и Шейковка. До 17 июля 2020 года посёлок был административным центром упразднённого Боровского района Харьковской области

## Географическое положение
Посёлок городского типа Боровая расположен на расстоянии 165 км от Харькова на левом берегу Оскольского водохранилища (река Оскол) в месте впадения в него небольшой реки Боровая.
Посёлок сильно вытянут вдоль реки на ~8 км.
От водохранилища посёлок отделяет небольшой лесной массив (сосна). К посёлку примыкает село Бойни. Ниже по течению (в 2 км) — село Подлиман.

## История

### Вопрос об основании
По данным историка Леся Исаева, слобода Борова была основана не позднее 1790 года путем объединения нескольких хуторов с разными названиями. И Боровая не имеет никакого отношения к монастырскому хутору Боровая на реке Оскол, ведущему свое исчисление с XVII века, что в последующие годы назывался, как поселок Боровой, а во времена СССР — деревня Оскол

### Дальнейшая история
Первое упоминание о хуторе Боровом датируется 1670 годом. Посёлок возник из хутора и слободы Боровой. Название происходит от названия левого притока Оскола реки Боровой, которая протекает через посёлок, а река названа в связи с сосновым бором на берегу Оскола, который протянулся вдоль реки на 20 км.. В 1670 году к хутору Боровому была перенесена Гороховатская Богородичная пустынь. А в 1794 году монастырский храм Рождества Пресвятой Богородицы перенесен на новое место для образовавшейся слободы Боровой.
В «Атласе Слободско-Украинской губернии», составленном в 1797 году, указывается, что слобода Боровая образована на левой стороне речки Боровой из хуторов, принадлежащих слободе Гороховатке. В ней насчитывалось 918 жителей — войсковых обывателей. Она входила в состав Гороховатской волости Купянского уезда Воронежского наместничества (некоторое время — в состав Изюмского уезда Харьковского наместничества), с 1796 года — того же уезда Слободско-Украинской (с 1835 года — Харьковской) губернии. Население Боровой занималось в основном земледелием и животноводством. Были развиты также садоводство и пчеловодство. Зимой женщины пряли лен, шерсть, ткали полотно и сукно. Сельскохозяйственные продукты и ремесленные изделия предназначались преимущественно для удовлетворения собственных потребностей, но часть из них шла на рынок. Войсковые обыватели платили в пользу государства подушный налог. По своему положению они стояли близко к государственным крестьянам. Небольшую часть населения составляли государственные крестьяне и однодворцы.
В 1813 году 21 человек получил разрешение выехать на Кавказ, чтобы там поступить в линейные казаки. В 1838 году туда же выехали 206 мужчин с семьями. В 1864 году в Боровой насчитывалось 174 двора и 1400 жителей. В 1897 году в селе насчитывалось 2839 жителей. С 1908 года оно стало волостным центром Купянского уезда.
В январе 1918 года здесь была установлена Советская власть. В 1934 году началось издание местной газеты «Трудовая слава».
Боровая была оккупирована вермахтом в 8 июля 1942 года в ходе летнего наступления («Операция Блау»). 1 февраля 1943 года посёлок был освобожден Советской армией в ходе кровопролитных боёв.
Во время Великой Отечественной войны с 8 июля 1942 до 1 февраля 1943 селение было оккупировано; в период немецкой оккупации здесь действовал подпольный районный комитет КП(б)У. В годы войны минимум 935 жителей воевали на фронтах в рядах РККА и Советской армии; из них погибли 376 воинов; 935 (все) были награждены орденами и медалями СССР. Боровчанин ефрейтор В. С. Колесник повторил в 1945 году подвиг Александра Матросова, закрыв собой амбразуру дота, за что посмертно был удостоен звания Героя Советского Союза.
В 1957 году при заполнении Краснооскольского водохранилища был затоплен первоначальный исторический хутор Боровой, или Слободка; население переселилось в Боровую на западную окраину.
В 1966 году население составляло 4276 человек; работали три школы, поликлиника, больница на 100 коек, тубдиспансер, санстанция, баня, мельница, маслобойка, инкубаторная станция, колхоз имени Ленина с 4500 га земли, в которым были 17 тракторов и 16 комбайнов.
В 1968 году Боровая получила статус посёлок городского типа. В 1976 году население составляло 4905 человек. По состоянию на начало 1978 года здесь действовали маслозавод, пищекомбинат, кирпичный завод, птицеинкубаторная станция, комбинат бытового обслуживания, три общеобразовательных школы, три лечебных учреждения, Дом культуры, клуб и три библиотеки.
В январе 1989 года численность населения составляла 7396 человек.
В мае 1995 года Кабинет министров Украины утвердил решение о приватизации находившегося здесь комбикормового завода
По данным переписи 2001 года численность населения составляла 6806 человек, на 1 января 2013 года — 5740 человек.

### Вторжение России на Украину
Помимо взятия самого посёлка, 14 апреля 2022 года российские войска, по заявлению Офиса Генерального прокурора Украины, обстреляли эвакуационные автобусы в Боровой, убив 9 человек и ранив ещё 27. Спустя почти 5 месяцев после начала оккупации, 3 октября, Вооруженные силы Украины освободили Боровую.

## Транспорт
Расстояние до Харькова по железной дороге — 193 км, по шоссе — 165 км. Через посёлок проходят автомобильные дороги Т-2109, Т-2105 и железная дорога, станция Преддонбассовская на линии Купянск—Святогорск.

## Экономика
- КП «Боровская районная типография»
- Боровская пищевкусовая фабрика.
- ООО «Боровской завод продтоваров».
- ООО «Боровской межхозяйственный комбикормовый завод».
- ЗАО «Боровской молокозавод».
- Боровской элеватор.
- Вокруг посёлка несколько оздоровительных лагерей.

## Объекты социальной сферы
- Боровская гимназия.
- Школа.
- Музыкальная школа
- Дом пионеров
- Районный дом культуры
- Районная библиотека
- Детская библиотека
- Районный спорткомплекс

## Достопримечательности
- Рядом с посёлком находится курган Поповые Могилы.
- В поселке находится братская могила в которой захоронены павшие защитники Боровой в Великой Отечественной войне 1941—1945 гг.
- В Боровой сооружен памятник уроженцам района — Героям Советского Союза Е. И. Шутько и В. С. Колеснику[9].

## Известные уроженцы
- Шутько Егор Иосифович (Герой Советского союза)
- Колесник Василий Степанович (Герой Советского союза)
- Соколова Ирина Викторовна (пианистка, Заслуженный работник культуры РФ.